# Mistrzostwa Świata w Piłce Nożnej 2006 (eliminacje strefy CAF)/Pierwsza runda
W pierwszej rundzie eliminacji do Mistrzostw Świata w Piłce Nożnej 2006 w strefia CAF 42 drużyny podzielone zostały w pary. Rozegrały one dwa mecze systemem mecz i rewanż. 21 zwycięzców awansowało dalej, uzupełniając 9 drużyn, które automatycznie awansowały do drugiej rundy.

## Wyniki

### 1. para
| 10 października 2003 16:00 | Gwinea Bissau · Dionisio Fernandes 50' | 1:2(0:1)raport | Mali · Seydou Keita 8' · Soumaila Coulibaly 69' | Estádio 24 de Setembro, Bissau Widzów: 22 000 Sędzia: Modou Sowe (Gambia) |
|                            |                                        |                |                                                 |                                                                           |

| 14 listopada 2003 20:00 | Mali · Soumaila Coulibaly 15' · Djibril Sidibé 84' (k.) | 2:0(1:0)raport | Gwinea Bissau | Stade 26 mars, Bamako Widzów: 13 251 Sędzia: Ba Seydou (Mauretania) |
|                         |                                                         |                |               |                                                                     |

- Mali wygrało 4:1 i awansowało do drugiej rundy.

### 2. para
| 11 października 2003 14:30 | Madagaskar · Robert Edmond 28' | 1:1(1:0)raport | Benin · Anicet Adjamossi 74' | Stade Municipal de Mahamasina, Antananarywa Widzów: 5 131 Sędzia: Eddy Maillet (Seszele) |
|                            |                                |                |                              |                                                                                          |

| 16 listopada 2003 16:00 | Benin · Oumar Tchomogo 33' (k.) · Oumar Tchomogo 62' · Oumar Tchomogo 90+2' | 3:2(1:2)raport | Madagaskar · Jean-Jacques Radonamahafalison 15' · Alain Rakotondramanana 23' | Stade de l’Amitié, Kotonu Widzów: 20 000 Sędzia: Emmanuel Imiere (Nigeria) |
|                         |                                                                             |                |                                                                              |                                                                            |

- Benin wygrał 4:3 i awansował do drugiej rundy.

### 3. para
| 11 października 2003 15:00 | Botswana · Tshepiso Molwantwa 7' · Nelson Gabolwelwe 44' · Dipsy Selolwane 50' · Dipsy Selolwane 53' | 4:1(2:0)raport | Lesotho · Moses Ramafole 64' | Botswana National Stadium, Gaborone Widzów: 10 000 Sędzia: Luis Manuel Joao (Angola) |
|                            | |                |                              |                                                                                      |

| 16 listopada 2003 15:00 | Lesotho | 0:0raport | Botswana | Setsoto Stadium, Maseru Widzów: 9 000 Sędzia: Harris Shikapande (Zambia) |
|                         |         |           |          |                                                                          |

- Botswana wygrała 4:1 i awansowała do drugiej rundy.

### 4. para
| 11 października 2003 15:00 | Seszele | 0:4(0:2)raport | Zambia · Gift Kampamba 8' · Dadley Fichite 44' · Harry Milanzi 52' · Mumamba Numba 75' | Stade Linité, Victoria Widzów: 2 700 Sędzia: An-Yan Lim Kee Chong (Mauretania) |
|                            |         |                |                                                                                        |                                                                                |

| 15 listopada 2003 15:00 | Zambia · Harry Milanzi 7' | 1:1(1:0)raport | Seszele · Robert Suzette 69' | Independence Stadium, Lusaka Widzów: 30 000 Sędzia: Isaack Abdulkadir (Tanzania) |
|                         |                           |                |                              |                                                                                  |

- Zambia wygrała 5:1 i awansowała do drugiej rundy.

### 5. para
| 11 października 2003 15:30 | Gwinea Równikowa · Sergio Barila 25' (k.) | 1:0(1:0)raport | Togo | Estadio La Libertad, Bata Widzów: 25 000 Sędzia: Raphael Divine Evehe (Kamerun) |
|                            |                                           |                |      |                                                                                 |

| 16 listopada 2003 15:30 | Togo · Emmanuel Adebayor 43' · Moustapha Salifou 53' | 2:0(1:0)raport | Gwinea Równikowa | Stade de Kégué, Lomé Widzów: 12 000 Sędzia: Joseph Mandzioukouta (Kongo) |
|                         |                                                      |                |                  |                                                                          |

- Togo wygrało 2:1 i awansowało do drugiej rundy.

### 6. para
| 11 października 2003 16:00 | Niger | 0:1(0:0)raport | Algieria · Mansour Boutabout 62' | Stade Général Seyni Kountché, Niamey Widzów: 20 126 Sędzia: Koman Coulibaly (Mali) |
|                            |       |                |                                  |                                                                                    |

| 14 listopada 2003 21:30 | Algieria · Abdelmalek Cherrad 16' · Abdelmalek Cherrad 21' · Mansour Boutabout 41' · Maamar Mamouni 45+2' · Mansour Boutabout 71' · Nassim Akrour 82' | 6:0(4:0)raport | Niger | Stadion 5 Lipca 1962, Algier Widzów: 50 000 Sędzia: Abderrahim El Arjoun (Maroko) |
|                         | |                |       |                                                                                   |

- Algieria wygrała 7:0 i awansowała do drugiej rundy.

### 7. para
| 11 października 2003 16:00 | Tanzania | 0:0raport | Kenia | National Stadium, Dar es Salaam Widzów: 8 864 Sędzia: Hailemelak Tessema (Etiopia) |
|                            |          |           |       |                                                                                    |

| 15 listopada 2003 16:00 | Kenia · Dennis Oliech 9' · Michael Okoth Origi 30' · Dennis Oliech 32' | 3:0(3:0)raport | Tanzania | Moi International Sports Centre, Nairobi Widzów: 14 000 Sędzia: Reda El-Beltagy (Egipt) |
|                         |                                                                        |                |          |                                                                                         |

- Kenia wygrała 3:0 i awansowała do drugiej rundy.

### 8. para
| 11 października 2003 16:00 | Wyspy Świętego Tomasza i Książęca | 0:1(0:0)raport | Libia · Ahmed Masli 85' | Estádio Nacional 12 de Julho, São Tomé Widzów: 4 000 Sędzia: Koudougou Yameogo (Burkina Faso) |
|                            |                                   |                |                         |                                                                                               |

| 16 listopada 2003 22:00 | Libia · Ahmed Masli 14' · Ahmed Masli 17' · Ahmed Masli 20' · Tarik El Taib 45' · Marei Al Ramly 54' · Tarik El Taib 63' · Ahmed Osman 74' · Mohamed El Rabt 88' | 8:0(4:0)raport | Wyspy Świętego Tomasza i Książęca | Stadion 28 Marca, Bengazi Widzów: 20 000 Sędzia: Hichem Guirat (Tunezja) |
|                         | |                |                                   |                                                                          |

- Libia wygrała 9:0 i awansowała do drugiej rundy.

### 9. para
| 11 października 2003 16:30 | Uganda · Assani Bajope 52' · Hassan Mubiru 68' · David Obua 90+2' | 3:0(0:0)raport | Mauritius | Nakivubo Stadium, Kampala Widzów: 6 800 Sędzia: Felix Tangawarima (Zimbabwe) |
|                            |                                                                   |                |           |                                                                              |

| 16 listopada 2003 16:30 | Mauritius · Ricardo Naboth 37' · Cyril Mourgine 70' · Jerry Louis 82' | 3:1, po dogrywce(1:0, 3:0)raport | Uganda · David Obua 113' | Stade George V, Curepipe Widzów: 2 465 Sędzia: Eddy Maillet (Seszele) |
|                         |                                                                       |                                  |                          |                                                                       |

- Uganda wygrała 4:3 i awansowała do drugiej rundy.

### 10. para
| 12 października 2003 15:00 | Zimbabwe · Adam Ndlovu 23' · Kaitano Tembo 47' · Peter Ndlovu 57' | 3:0(1:0)raport | Mauretania | Narodowy Stadion Sportowy, Harare Widzów: 55 000 Sędzia: Jerome Damon (RPA) |
|                            |                                                                   |                |            |                                                                             |

| 14 listopada 2003 16:30 | Mauretania · Yohan Langlet 3' · Ahmed Sidibe 10' | 2:1(2:0)raport | Zimbabwe · George Mbwando 81' | Stade Nacional, Nawakszut Widzów: 3 000 Sędzia: Yakhouba Keita (Gwinea) |
|                         |                                                  |                |                               |                                                                         |

- Zimbabwe wygrało 4:2 i awansowało do drugiej rundy.

### 11. para
| 12 października 2003 15:00 | Suazi · Siza Dlamini 64' | 1:1(0:0)raport | Republika Zielonego Przylądka · Carlos Morais 55' | Somholo National Stadium, Lobamba Widzów: 5 000 Sędzia: Berhane Teshome (Erytrea) |
|                            |                          |                |                                                   |                                                                                   |

| 16 listopada 2003 16:00 | Republika Zielonego Przylądka · Arlindo Gomes 51' · Arlindo Gomes 65' · Carlos Morais 90' | 3:0(0:0)raport | Suazi | Estádio da Várzea, Praia Widzów: 6 000 Sędzia: Sharaf Aboubacar (Wybrzeże Kości Słoniowej) |
|                         |                                                                                           |                |       |                                                                                            |

- Republika Zielonego Przylądka wygrała 4:1 i awansowała do drugiej rundy.

### 12. para
| 12 października 2003 15:15 | Burundi | 0:0raport | Gabon | Stade Prince Louis Rwagasore, Bużumbura Widzów: 10 000 Sędzia: Maxim Itur (Kenia) |
|                            |         |           |       |                                                                                   |

| 15 listopada 2003 16:00 | Gabon · Shiva Nzigou 2' · Rajabu Mwinyi 16' (sam.) · Stephane Nguema 38' · Stephane Nguema 80' | 4:1(3:0)raport | Burundi · Gabriel Nzeyimana 90' | Stade Omar Bongo, Libreville Widzów: 15 000 Sędzia: Falla N’Doye (Senegal) |
|                         |                                                                                                |                |                                 |                                                                            |

- Gabon wygrał 4:1 i awansował do drugiej rundy.

### 13. para
| 12 października 2003 15:30 | Kongo · Mbiamcie Mvoubi 89' (k.) | 1:0(0:0)raport | Sierra Leone | Stade Alphonse Massemba-Débat, Brazzaville Widzów: 4 800 Sędzia: Sule Mana (Nigeria) |
|                            |                                  |                |              |                                                                                      |

| 16 listopada 2003 16:30 | Sierra Leone · Ibrahim Koroma 58' | 1:1(0:0)raport | Kongo · Rolf-Christel Guié-Mien 67' | Stadion Narodowy, Freetown Widzów: 20 000 Sędzia: Hermínio Monteiro Lopes (Republika Zielonego Przylądka) |
|                         |                                   |                |                                     | |

- Kongo wygrało 2:1 i awansowało do drugiej rundy.

### 14. para
| 12 października 2003 15:30 | Czad · Francis Oumar 53' · Francis Oumar 74' · Francis Oumar 83' | 3:1(0:0)raport | Angola · Bruno Mauro 49' | Stade Omnisports Idriss Mahamat Ouya, Ndżamena Widzów: 30 000 Sędzia: Monetchet Nahi (Wybrzeże Kości Słoniowej) |
|                            |                                                                  |                |                          | |

| 16 listopada 2003 16:00 | Angola · Akwá 42' · Bruno Mauro 57' | 2:0(1:0)raport | Czad | Estádio da Cidadela, Luanda Widzów: 30 000 Sędzia: Bisingu-Wabelo Buenkadila (Demokratyczna Republika Konga) |
|                         |                                     |                |      | |

- Angola awansowała do drugiej rundy dzięki przewadze goli strzelonych na wyjeździe.

### 15. para
| 12 października 2003 16:00 | Rwanda · Joao Rafael Elias 43' · Olivier Karekezi 52' · John Lomami 58' | 3:0(1:0)raport | Namibia | Stade Amahoro, Kigali Widzów: 22 000 Sędzia: Isaack Abdulkadir (Tanzania) |
|                            |                                                                         |                |         |                                                                           |

| 15 listopada 2003 16:00 | Namibia · Paulus Shipanga 39' | 1:1(1:1)raport | Rwanda · John Lomami 37' | Sam Nujoma Stadium, Windhuk Widzów: 9 000 Sędzia: Jean-Olivier Mbera (Gabon) |
|                         |                               |                |                          |                                                                              |

- Rwanda wygrała 4:1 i awansowała do drugiej rundy.

### 16. para
| 12 października 2003 16:00 | Etiopia · Teshome Getu 81' (k.) | 1:3(0:1)raport | Malawi · Essau Kanyenda 39' · Essau Kanyenda 55' · Peter Mgangira 88' | Addis Abeba Stadium, Addis Abeba Widzów: 20 000 Sędzia: Essam Abd El Fatah (Egipt) |
|                            |                                 |                |                                                                       |                                                                                    |

| 15 listopada 2003 15:00 | Malawi | 0:0raport | Etiopia | Kamuzu Stadium, Blantyre Widzów: 20 000 Sędzia: Khaled Abdel Rahman (Sudan) |
|                         |        |           |         |                                                                             |

- Malawi wygrało 3:1 i awansowało do drugiej rundy.

### 17. para
| 12 października 2003 16:30 | Gwinea · Sambégou Bangoura 70' | 1:0(0:0)raport | Mozambik | Stade du 28 Septembre, Konakry Widzów: 13 400 Sędzia: Falla N’Doye (Senegal) |
|                            |                                |                |          |                                                                              |

| 16 listopada 2003 15:30 | Mozambik · Dario 75' · Dario 80' · Dario 89' | 3:4(0:3)raport | Gwinea · Souleymane Youla 14' · Sambégou Bangoura 21' · Sambégou Bangoura 35' · Sambégou Bangoura 54' | Estádio da Machava, Maputo Widzów: 50 000 Sędzia: Walter Mochubela (RPA) |
|                         |                                              |                | |                                                                          |

- Gwinea wygrała 5:3 i awansowała do drugiej rundy.

### 18. para
| 12 października 2003 17:00 | Gambia · Abdourahman Njie 64' · Abdourahman Njie 79' | 2:0(0:0)raport | Liberia | Independence Stadium, Bakau Widzów: 20 000 Sędzia: Coffi Codjia (Benin) |
|                            |                                                      |                |         |                                                                         |

| 16 listopada 2003 16:00 | Liberia · Zizi Roberts 10' · Isaac Tondo 76' · Isaac Tondo 83' | 3:0(1:0)raport | Gambia | Antoinette Tubman Stadium, Monrovia Widzów: 10 000 Sędzia: Koman Coulibaly (Mali) |
|                         |                                                                |                |        |                                                                                   |

- Liberia wygrała 3:2 i awansowała do drugiej rundy.

### 19. para
| 12 października 2003 20:00 | Sudan · Haitham Tambal 68' · Haitham El-Rasheed 72' · Mugahid Ahmed Mohamed 89' (k.) | 3:0(0:0)raport | Erytrea | Stade de Khartoum, Chartum Widzów: 18 000 Sędzia: Wahid Tamuni (Libia) |
|                            |                                                                                      |                |         |                                                                        |

| 16 listopada 2003 16:00 | Erytrea | 0:0raport | Sudan | Cicero Stadium, Asmara Widzów: 12 000 Sędzia: Abdi Abdulle Ahmed (Somalia) |
|                         |         |           |       |                                                                            |

- Sudan wygrał 3:0 i awansował do drugiej rundy.

### 20. para
| 16 listopada 2003 15:00 | Somalia | 0:5(0:1)raport | Ghana · Nana Arhin Duah 25' · Nana Arhin Duah 56' · Isaac Boakye 69' · Asamoah Gyan 82' · Isaac Boakye 89' | Ohene Djan Sports Stadium, Akra (Ghana) Widzów: 19 447 Sędzia: Bakoubebile Bebou (Togo) |
|                         |         |                | |                                                                                         |

| 19 listopada 2003 16:00 | Ghana · Stephen Appiah 27' · Lawrence Adjei 90' | 2:0(1:0)raport | Somalia | Baba Yara Stadium, Kumasi Widzów: 12 000 Sędzia: Ibrahim Chaibou (Nigeria) |
|                         |                                                 |                |         |                                                                            |

- Ghana wygrała 7:0 i awansowała do drugiej rundy.

### 21. para
Republika Środkowoafrykańska zrezygnowała z udziału w eliminacji, więc Burkina Faso automatycznie awansowało do drugiej rundy.